# Скуби-Ду Шоу
«Скуби-Ду Шоу» (англ. The Scooby-Doo Show) — американский мультсериал, повествующий о приключениях немецкого дога Скуби-Ду и его друзей. Третий в серии мультсериалов Скуби-Ду. Создан студией Ханна-Барбера и транслировался на канале ABC. Сериал состоит из 3 сезонов и 40 серии, транслировавшихся с 11 сентября 1976 года по 23 декабря 1978 года.

## Роли озвучивали
- Дон Мессик[англ.] — Скуби-Ду
- Кейси Кейсем — Шэгги Роджерс
- Фрэнк Уэлкер — Фред Джонс
- Хизер Норт — Дафни Блейк
- Пэт Стивенс[англ.] — Велма Динкли